# Dialetto catanese
Il  (nome nativo u catanisi) è un dialetto orientale della  lingua  parlato nella città di Catania e nella quasi totalità delle aree della sua provincia.

## Lessico
- abbissàri aggiustare, ordinare, sistemare
- abbuzzàri limonare, pomiciare
- abbuzzàrisi interrompersi nel parlare per evitare di dire cose da non dire
- accattàri acquistare, comprare
- acchianàri salire
- acchiappàri intercettare, prendere, ricevere
- acchiappàrisi litigare, partecipare a risse
- àccia sedano
- accucciàrisi abbracciarsi, darsi affetto
- acìtu aceto
- addubbàrisi riempirsi, saziarsi
- aḍḍumàri accendere
- aḍḍumàrisi arrabbiarsi. Anche eccitarsi
- addummiscìrisi addormentarsi
- affruntàrisi vergognarsi
- affucàrisi soffocarsi, strozzarsi
- àgghiu aglio
- alìvu oliva
- allèggiu (avv.) piano
- allèstiri completare, finire (un compito, un lavoro)
- allippàrisi aggrapparsi, attaccarsi. Anche attaccarsi alla bottiglia, bere. Fig. limonare, pomiciare
- ammàtula (avv.) inutilmente
- ammizzigghiàtu/a vezzeggiato/a, viziato/a (soprattutto bambino/a)
- ammuccàri mangiare, inghiottire
- ammucciàri nascondere
- ammucciàrisi nascondersi
- ammugghiàri avvolgere
- ammuttàri spingere
- anciòva acciuga
- annacàrisi dondolarsi, ondeggiare, oscillare. Anche sbrigarsi
- a 'ntrasàtta (avv.) all'improvviso
- appizzàri guastare, rovinare, sciupare, sgualcire
- arìcchia orecchio
- arribbummàri rimbalzare
- arricugghìrisi rincasare
- arrinèsciri riuscire
- arripuḍḍùtu/a imborghesito/a, parvenu(e)
- arrìriri ridere
- arristàri restare, rimanere
- arrusbigghiàrisi svegliarsi
- arrùsti e mància cibo cucinato sul barbecue. Anche invito a, o posto dove, mangiare cibo preparato in tal modo
- arrùstiri arrostire
- arruzzuliàrisi cadere rotolando, ruzzolarsi, scapicollarsi
- ascutàri ascoltare
- aspittàri aspettare
- astutàri spegnere
- attruppicàri inciampare
- atturràri tostare
- auttàrisi stancarsi, stufarsi, urtarsi
- azzòlu sabbia nera vulcanica
- bàbbu/a babbeo/a, stupido/a
- bèstia cretino/a, stupido/a
- bònu/a buono/a, di buona sorte
- buriḍḍu odore nauseabondo
- caccaràru dialetto stretto
- caccaràzza gazza, taccola
- caccarèḍḍa fornace
- cacòcciula/u carciofo. Fig. vanaglorioso/a
- caiòddu/a persona particolarmente rozza e sporca (anche fig.)
- calacàusi arachidi tostate
- calàri calare, far scendere. Anche provenire da qualche posto
- calàrisi mangiare avidamente, inghiottire molto
- càlia ceci abbrustoliti. Fig. assenza voluta a scuola
- caliarisìlla marinare la scuola, bigiare, far forca
- cammìsa camicia
- canciàri cambiare
- càni cane
- cannavàzzu canovaccio, straccio
- canùsciri conoscere (persone)
- ca(r)cagnu tallone
- carùsu/a ragazzo/a
- casciòlu cassetto
- càusi pantaloni
- cazzalòra casseruola
- chianchèri macellaio
- chiànciri piangere
- chiànu piazza
- chicchimìḍḍu punto sulla testa sopra la nuca da cui dipartono i capelli
- chìḍḍi quelli/e
- chìḍḍu/a quello/a
- chìnu/a pieno/a
- chiòviri piovere
- chìssi codesti/e
- chìssu/a codesto/a
- chìsti questi/e
- chìstu/a questo/a
- ci(u)ciulèna sesamo
- ciàtu fiato, respiro. Fig. amore, gioia, tesoro
- ciàuru profumo
- cìciri ceci
- cìnniri cenere
- cipùḍḍa cipolla
- cirènga cernia
- cirivèḍḍu cervello
- cittròlu cetriolo. Fig. citrullo/a, stupido/a
- ciùri fiore
- ciùscia gioco fatto con le figurine dei calciatori, che consiste nel soffiare un mucchio di queste carte messe a terra per farne rivoltare il più alto numero possibile e quindi vincerle
- ciusciàri soffiare
- còḍḍiri provenire da un posto
- còppula coppola, cappello tipico siciliano. Fig. volg. glande
- còri cuore. Fig. desiderio, voglia
- crastùni chiocciola di terra grande e scura
- craùnchiu brufolo, foruncolo
- cròzza teschio
- cuccàrisi coricarsi
- cùccu gufo. Fig. iettatore, persona che manda sfortuna
- cucìnu/a cugino/a
- cummigghiàri coprire. Fig. nascondere
- cummògghiu coperchio. Fig. copertura
- cunnucìrisi temporeggiare, tergiversare
- cunòttu conforto, consolazione
- cunuttàri confortare, consolare
- cutigghiuni osso sacro
- cùttu corto
- cuzzàta cozzata, schiaffo sulla collottola
- f(r)astùchi pistacchi
- fagghiàri fallire, mancare (obiettivi, scopi)
- faviàna fava fresca
- fèḍḍa fetta
- fètu fetore, puzza
- fìgghiu/a figlio/a
- fìttu/a fitto/a, stretto/a
- fòcu fuoco
- fògghia foglia
- fògghiu foglio
- fòtti forte
- fràsca frasca, fronda. Fig. persona incostante
- frasciàmi fronzolo/i
- fràti fratello
- fùiri fuggire
- giùmmu nappa
- giùvini commesso/a, garzone
- ìḍḍi loro
- ìḍḍu/a lui/lei
- jaḍḍìna gallina
- jàḍḍu gallo. Fig. farfallone
- jàmmu desiderio, voglia
- jàncu/a bianco/a
- jànga dente molare
- jangàta ceffone, sberla, schiaffo all'altezza dei molari
- jàttu gatto
- jènnəru genero
- jìnchiri riempire
- jìri andare
- jirisìnni andarsene
- jisàri alzare
- jittàri buttare, gettare. Anche vomitare
- jòcu gioco
- jù io
- jucàri giocare
- jùnciri aggiungere, mettere
- làggu/a largo/a
- lagnùsu/a pigro/a
- lassàri lasciare
- lèggiu/a vuoto/a
- lèntu/a allentato/a, sciolto/a
- lèstu/a veloce
- liscìa farsa, celia
- lìsciu/a insipido/a, senza sale (detto di cibi). Fig. n. persona che fa la stupida
- llìccu/a goloso/a
- lòngu/a lungo/a
- lòddu/a lercio/a, lurido/a, sporco/a
- lu(v)àri levare, togliere
- maḍḍùni mattone
- malùra crisi, penuria
- mammalùccu persona perennemente basita, sbalordita
- mammoriànu/a persona bifolca, cafona, rozza, tamarra, villana, volgare e poco raccomandabile, di estrazione popolare e spesso anche legata alla criminalità organizzata
- manciàri mangiare
- marìtu marito
- màttri madre
- mbaiàrisi scontrarsi. Anche trascinarsi qualcosa in seguito a uno scontro
- mbàri amico, compagno
- mènnula mandorla. Anche amigdala, ghiandola pituitaria
- mirùzzu merluzzo
- mìnna mammella, tetta
- mmuccùni boccone. Anche sorso
- mòḍḍu/a lento/a. Anche morbido/a
- mòvvu muco nasale
- mpagghiazzàri accattorciare, stropicciare
- mpicàri appiccicare, incollare
- mputtusàri nascondere
- muḍḍaloru fontanella (bambini)
- mugghièri moglie
- mulinciàna melanzana
- mulùni anguria, melone
- mùsca mosca
- muschìtta moscerino
- mustàzzi baffi
- 'ncagghiàri colpire, prendere. Anche incontrare per caso
- 'ndappàri sbattere
- 'nginàgghi inguine
- 'ntuppàri tappare. Fig. essere stitico
- 'ntuppatèḍḍu piccola chiocciola di terra. Anche nome dato ad un mollusco di piccole dimensioni
- 'n zichitànza (avv.) in continuazione, senza sosta
- 'nzittàri indovinare
- 'nzunnàrisi sognare
- 'nzunzarèḍḍu rutto
- 'nzunzàri sporcare di unto
- 'n zuppìlu (avv.) a poco a poco
- nàca culla
- nàsca narice
- nèsciri uscire
- nìcu/a piccolo/a
- nìgghia nebbia
- nipùti nipote
- nìuru/a nero/a
- nòra nuora
- nuàttri noi(altri)
- nùci noce
- òcchiu occhio
- ògghiu olio
- òvu uovo
- pacchiòttu/a cretino/a, stupido/a
- pagghiàzzu straccio, strofinaccio
- pagghiòlu/a persona di solito adulta che si comporta da bambino/a, soprattutto nel gioco
- palùmma colombo, piccione
- pammàta schiaffo col palmo delle mani
- pannittèri panettiere
- papàgnu pugno in testa che parte dall'alto
- parèḍḍa padella
- parràri parlare
- parrìnu prete, sacerdote
- passulùni fico grosso. Fig. persona impassibile o non molto sveglia
- pàttri padre
- pattròzzu padrino (di battesimo o di cresima)
- picciàri fare il malocchio (su qualcuno o qualcosa)
- pìcciu malocchio
- pigghiàri pigliare, prendere
- pignàta pentola
- pìla lavandino o lavello in cui anticamente si lavavano i panni sporchi e i neonati
- p(r)ìula civetta
- pinnularu palpebra
- pizziḍḍu malleolo
- prèiu contentezza, gioia, orgoglio
- priàrisi essere contenti, essere felici, gioire
- pruvulàzzu polvere
- puḍḍicìnu pulcino
- puḍḍisìnu prezzemolo
- pulizziàri pulire
- pummaròru pomodoro
- pùppu polpo. Fig. omosessuale maschile
- pusèḍḍa pisello
- putìa bottega, negozio
- puttùsu buco, pertugio
- quagghiàri coagulare. Fig. riuscire ad arrivare ad un risultato
- quagghiarisìlla morire, tirare le cuoia
- quariàri riscaldare (detto di cibi)
- quattèri quartiere
- rànni grande
- rànnula grandine
- rènti dente/i
- ròmmiri dormire
- ròssu/a grosso/a
- rulòggiu orologio
- rùmpiri rompere
- rùru/a duro/a
- sàggiu/a calmo/a, sereno/a, tranquillo/a
- sàli sale
- sancèli sanguinaccio (di maiale, di bue)
- sàpiri aver sapore, sapere di qualcosa (detto di cibi)
- sapìri conoscere, sapere
- sapùri gusto, sapore
- sbagghiàri commettere errori, sbagliare
- sbindàri prendere in giro, rendere ridicoli
- sbindàrisi avariare, perdere la frizzantezza (detto di bevande)
- sbùddiri smantellare. Fig. disequilibrare (detto ad esempio della flora intestinale)
- sc(r)afazzàri pestare, schiacciare
- scasciùni pertesto
- scàffa buca, piccola voragine
- scagghiuni canini
- scantàrisi avere paura, spaventarsi
- scapputtarisìlla evitare volutamente oneri o impegni ritenuti gravosi
- scavaḍḍata donna sfacciata
- sciancatèḍḍu Campana (gioco)
- sciḍḍicàri scivolare (anche fig.)
- scìḍḍicu scivolo/scivolamento. Fig. tendenza verso un vizio (di una situazione, della società)
- scìnniri scendere
- scòppula scoppola, schiaffo dato appena sopra la nuca
- scummigghiàri discelare, rivelare, scoprire
- scummògghiu discelamento, rivelamento
- scunchiurùtu/a persona stupida o che dice/ha appena detto una stupidaggine
- sdurubbàrisi cadere rotolando, ruzzolarsi, scapicollarsi
- sduvacàri riversare, vuotare
- sèggia sedia
- sèntiri sentire
- sg(r)avitàrisi risparmiare (soldi, spese). Anche evitare (fatiche, problemi)
- sghèzzu scherzo
- sghicciàri schizzare
- sghìcciu getto d'acqua, schizzo
- sghiḍḍàri sguisciare
- sghizzàri scherzare
- sgrùsciu rumore
- sìccia seppia
- simènza seme delle piante
- sminnàri ferire profondamente, sfregiare permanentemente qualcuno
- sminnittiàri consumare, rovinare (ad esempio per vendetta)
- sòru/a (agg.) calmo/a, sereno/a, tranquillo/a
- sòru (n.) sorella
- sp(r)acinnàtu/a sfaccendato/a, perdigiorno
- spacchiamèntu (volg.) arroganza, spocchia, tracotanza, vanto
- spacchiarisìlla (volg.) mostrarsi arrogante, spocchioso, tracotante, vanitoso
- spàcchiu (volg.) secrezione genitale. Fig. spocchia. Si usa anche come corrispondente dell'italiano "che/chi/come/dove/perché/quando cazzo", per dire "che/chi/come/dove/perché/quando cosa", ma è usato quando si è più arrabbiati o irritati
- spaddàri consumare, usare
- spafaricchiàri consumare, usare
- sparagnàri risparmiare (soldi, spese). Anche evitare (fatiche, problemi)
- spèddiri esaurirsi, finire, terminare
- spènniri spendere
- spèttu/a furbo/a
- spicàri staccare
- spunnàri bucare, sfondare
- sputtusàri bucare
- squaràri cuocere in acqua bollente
- squararisìlla immaginare, intuire
- strammàri disordinare, scombinare
- stràta strada, via
- strìttu/a fitto/a, stretto/a
- stuiàri asciugare, pulire
- stuppàri stappare. Fig. non essere più stitico
- stuppàgghiu tappo
- sùggi(u) topo
- sùli sole
- susìrisi alzarsi
- suttamùssu cazzotto, montante
- tabbùtu bara, cassa da morto
- taḍḍarìta pipistrello. Fig. farfallino, papillon
- taliàri guardare, fissare
- tappiàri sporcare con impronte o ditate
- tappinàra donna "prostituta"
- tastàri assaggiare, gustare
- tàvula tavola
- tàvulu tavolo
- tìntu/a cattivo/a, di cattiva sorte
- tòstu/a monello/a, vivace (detto di bambini)
- tràsiri entrare
- travagghiàri lavorare
- travàgghiu lavoro
- triàca fagiolo
- tu tu
- tùccu/a turco/a. Fig. n. persona dalla pelle scura
- tumbulùni ceffone, sberla, schiaffo forte
- tuppètturu trottola
- tunnìna tonno
- tùnnu/a rotondo/a. Fig. tonto/a
- turrùni torrone
- tuvàgghia tovaglia. Anche asciugamani, stuoia o telo da mare
- (v)òria aria, brezza, vento
- (v)ùcca bocca
- (v)ùgghiri bollire
- (v)unchiàri gonfiare
- (v)urèḍḍa budella
- (v)ùżża borsa
- vaccarèḍḍa chiocciola
- vaddàrisi guardarsi le spalle
- vàḍḍira ernia
- vaḍḍùni torrente, vallone
- vastàsu/a scaricatore di porto. Fig. persona maleducata e sboccata
- vastùni bastone
- vàvva barba
- vavvaròttu/vavvaròzzu mento
- vavvèri barbiere
- vèniri venire
- vìli pigro/a, svogliato/a
- vìnniri vendere
- vìriri vedere
- vìviri bere
- vuàttri voi(altri)
- vutu gomito
- żammù anice
- żampalè(u) zanzara
- żampìrru persona bifolca, cafona, rozza, tamarra, villana, volgare e poco affidabile, di qualsiasi estrazione sociale
- zaùddu/a persona dalle azioni e dai modi di fare di solito rozzi, oltre che bifolca, cafona, tamarra, villana e volgare, spesso anche legata alla criminalità organizzata
- zazzamìta geco
- żinèffa riloga
- żìu/a zio/a
- zìtu/a fidanzato/a
- zùccuru zucchero
- żùżżu gelatina di maiale

## Esempi di lingua scritta

### U Patri nostru
(Il Padre Nostro)
Patri nostru ca sì nnô celu,

si santificassi u to nomu,

vinissi u to rignu,

si facissi a to vuluntà

comu nnô celu, accussì nnâ terra.

rùnini uoggi u nostru pani cutitianu,

e pidduna i nostri piccati

comu nuautri piddunamu ê nostri piccatura.

e nun ni lassari cascari nnê tintazzioni

ma allibbirini rô mali.